# 永安巧
永安巧（ながやす 巧，1949年1月4日—）為日本漫画家。生於長崎縣，於熊本縣成長。曾為南波健二工作室與小島剛夕的助手，後獨立發展。並自出道以來就不使用助手，作品多由本人獨力描繪完成。代表作為梶原一騎原作的《愛與誠》（曾獲1975年度講談社漫畫賞）。

## 作品列表
- 牙走り（牙走り，原作：小池一雄，1972年，週刊少年Sunday，小学館）
- 愛與誠（日语：愛と誠）（原作：梶原一騎，1973年－1976年，週刊少年Magazine，講談社）
- 潮騷傳說（潮騒伝説，原作：松山善三，Comic Tom，潮出版社）
- 流氓俠醫（Dr.クマひげ，原作：史村翔，1986年－1988年，週刊Young Magazine，講談社）
- 沙流羅（沙流羅，原作：大友克洋，1990年－2004年，週刊Young Magazine）
- 情書（原作：淺田次郎，1998年，週刊Young Magazine）收錄於KC Deluxe《鉄道員》和講談社文庫《鐵道員＆情書》）
- 鉄道員（鉄道員（ぽっぽや），原作：淺田次郎，1999年，月刊Afternoon，講談社）同上
- 壬生義士傳（壬生義士伝，原作：淺田次郎，2007年—，Comic CHARGE，角川書店、講談社）
- 伴我走天涯（ぶらりぶらぶら物語，原作：松山善三，潮出版社，全1卷）